# Evelyne Freitag
Evelyne Freitag (* 22. Dezember 1966 in Paris) ist eine deutsch-französische Managerin. Von 2017 bis 2022 war sie Mitglied der Geschäftsführung der Sanofi-Aventis Deutschland GmbH und für den Bereich Finanzen in Deutschland, Österreich und der Schweiz verantwortlich. Sie begleitet seit vielen Jahren auch als unabhängiges Aufsichtsratsmitglied verschiedene Mandate als Mitglied oder Vorsitzende des Aufsichtsrats, derzeit u. a. bei der KfW IPEX-Ban, HPS Home Power Solutions AG und IVA Valutaion & Advisory AG. Sie ist außerdem seit 2019 vom französischen Premierminister nominierte Außenhandelsrätin Frankreichs in Deutschland.

## Leben
Evelyne Freitag studierte Betriebswirtschaft an der ESCP Business School in Paris, Frankreich, Wirtschaftswissenschaften an der Universität Hohenheim Stuttgart und absolvierte ein Executive Management Programm in Corporate Strategy & M&A an der INSEAD Fontainebleau, Frankreich.
Ihre Karriere begann Evelyne Freitag 1989 bei Kraft Foods und wirkte ab 1991 sieben Jahre im Daimler-Konzern in verschiedenen Finanzpositionen an innovativen Geschäftsmodellen mit, unter anderem an der Neuentwicklung des Micro Compact Car (Smart). 1998 wechselte sie als kaufmännische Leiterin zum Markenhersteller Pentland Group, bis sie 2001 Mitglied der Geschäftsleitung des Pharmakonzerns Pfizer wurde Von 2009 bis 2011 unterstützte sie als Geschäftsführerin einer Tochtergesellschaft der Hertie-Stiftung Organisationen dabei, ihre Personalpolitik familienfreundlich auszurichten. Anschließend übernahm Freitag als Geschäftsführerin und CFO die Verantwortung für die DACH-Region des Reifenherstellers Goodyear Dunlop mit 7.500 Mitarbeitern und 2,8 Milliarden Euro Umsatz. Ab 2016 war sie dort für die Business Transformation EMEA zuständig, bis sie im April 2017 als CFO zu Sanofi wechselte.
Von 2016 bis 2019 war sie Aufsichtsratsvorsitzende der Euromicron AG. Von 2017 bis 2021 war sie außerdem Aufsichtsratsmitglied der Future Capital AG, ein Joint Venture zwischen dem Land Hessen und Sanofi und Aufsichtsratsvorsitzende der Pensionskasse der Mitarbeiter der Hoechst-Gruppe VVAG, Frankfurt am Main.

## Publikationen
Evelyne Freitag publiziert regelmäßig Fachartikel und Gastkommentare in Wirtschaftsmedien und tritt auf Finanz- und Wirtschaftskongressen als Speakerin auf. Dabei thematisiert sie die Folgen der digitalen Transformation für Geschäftsmodelle, die ESG-Auswirkungen für Unternehmen und die sich wandelnde Rolle des CFO in der Unternehmenswelt.
In der Wirtschaftswoche publizierte sie regelmäßig in der Kolumne „Führungswechsel“ und auch im Handelsblatt schreibt sie als Gastautorin.